# ماليس جو
ماليس جو (بالإنجليزية: Malese Jow)‏ (المولودة باسم إليزابيث ميليس جو في 18 فبراير 1991 بـتولسا، أوكلاهوما) ممثلة ومغنية وكاتبة أغاني أمريكية. وهي معروفة بتأديتها دور جينا فابيانو في مسلسل غير رائع على قناة نكلوديون.

## المهنة والحياة الخاصة
لعبت جو دور جينا فابيانو في مسلسل غير رائع، الذي بدأ عرضه في سبتمبر 2004. سيتكوم المراهقين هذه جعلت جو تترشح لعدة جوائز الفنان الشاب.
كما لعبت دور روبي دوناهيو كممثلة ضيفة في مسلسل ديزني سحرة ويفرلي بلايس في حلقة «أفلام»، ودور متكرر بشخصية هانا في الصغير والغير مرتاح. وفي الموسم الثاني من أي كارلي، ظهرت ضيفة في المسلسل بدور شبيهة كارلي في حلقة «أشبه». كما ظهرت في هانا مونتانا بدور رايتشل في حلقة «يمكن أن يكون الشخص المناسب».د
والد جو صيني أمريكي وأمها قوقازية مع خصل كيروكي.
وهي حالياٍ تظهر في مسلسل مذكرات مصاص الدماء.

## الفيلموغرافيا
| السنة     | عنوان المسلسل\الفيلم          | الدور        | ملاحظات                                |
| --------- | ----------------------------- | ------------ | -------------------------------------- |
| 2004-2007 | غير رائع                      | جينا فابيانو | دور رئيسي (2007-2004)                  |
| 2004      | الأخوان غارسيا                | سيليست       | حلقة "مكان صحيح، وقت صحيح"             |
| 2007      | براتز: الفيلم                 | كوين         |                                        |
| 2007      | سحرة ويفرلي بلايس             | روبي دوناهيو | حلقة"أفلام"                            |
| 2008      | الصغير والغير مرتاح           | هانا         | حلقتين                                 |
| 2009      | أي كارلي                      | شبيهة كارلي  | حلقة "أشبه"                            |
| 2009      | الحياة السرية لمراهقة أمريكية | غايل         | حلقة "ليلة واحدة عند مخيم الفرقة"      |
| 2009      | هانا مونتانا                  | رايتشل       | "يمكن أن يكون الشخص المناسب"           |
| 2009      | يمكنني أن أفعل سوءا بنفسي     | كيلي         | ظهر في السينما لأول مرة 11 سبتمبر 2009 |
| 2010      | مذكرات مصاص الدماء            | آنا          | تظهر بشكل متكرر                        |

## المرجع
مقالة ماليس جو بالإنكليزية على ويكيبيديا
Malese Jow

## وصلات خارجية
- ماليس جو على موقع IMDb (الإنجليزية)
- ماليس جو على موقع ميتاكريتيك (الإنجليزية)
- ماليس جو على موقع روتن توميتوز (الإنجليزية)
- ماليس جو على موقع قاعدة بيانات الأفلام العربية
- ماليس جو على موقع ألو سيني (الفرنسية)
- ماليس جو على موقع تيرنر كلاسيك موفيز (الإنجليزية)
- ماليس جو على موقع أول موفي (الإنجليزية)
- ماليس جو على موقع ديسكوغز (الإنجليزية)
- ماليس جو على موقع قاعدة بيانات الفيلم (الإنجليزية)
- ماليس جو على موقع كينوبويسك (الروسية)

ماليس جو في قاعدة بيانات الأفلام